# Mont Zanuck
Le mont Zanuck est un sommet constituant le point culminant de la chaîne Gothic à 2 526 m d'altitude, dans la chaîne de la Reine-Maud, en Antarctique.
Il est découvert par Richard Byrd au cours de sa première expédition lors de son vol vers le pôle Sud en novembre 1929 et explorée par l'équipe de Quin A. Blackburn, géologue lors de la deuxième expédition de Richard Byrd, lorsqu'il remonte le glacier Scott en décembre 1934. Il est nommé en l'honneur de Darryl F. Zanuck, fondateur de la Twentieth Century Pictures et mécène de l'expédition. Il est gravi pour la première fois par Edmund Stump et Paul Fitzgerald en 1987.